# Euryglottis
Euryglottis ist eine Gattung aus der Schmetterlingsfamilie der Schwärmer (Sphingidae).

## Merkmale
Die Arten der Gattung Euryglottis haben Ähnlichkeit mit denen der Gattung Manduca, sie unterscheiden sich jedoch durch ihre deutlich dickeren Fühler. Der Kopf, Thorax und Hinterleib, sowie die Schienen (Tibien) aller Beine sind dicht mit wolligen Haaren bedeckt. Dieses Merkmal lässt vermuten, dass die Tiere an eine Lebensweise in hohen Berglagen angepasst sind. Allen Arten fehlt der Pulvillus an den Prätarsen, die Tiere besitzen jedoch ein Paronychium mit beidseits einem langgestreckten Lobus.

## Vorkommen und Lebensweise
Die Gattung ist neotropisch verbreitet.

## Systematik
Nach Kitching & Cadiou (2000) sind sieben Arten der Gattung bekannt:
- Euryglottis albostigmata Rothschild, 1895
- Euryglottis aper (Walker, 1856)
- Euryglottis davidianus Dognin, 1891
- Euryglottis dognini Rothschild, 1896
- Euryglottis guttiventris Rothschild & Jordan, 1903
- Euryglottis johannes Eitschberger, 1998
- Euryglottis oliver Eitschberger, 1998

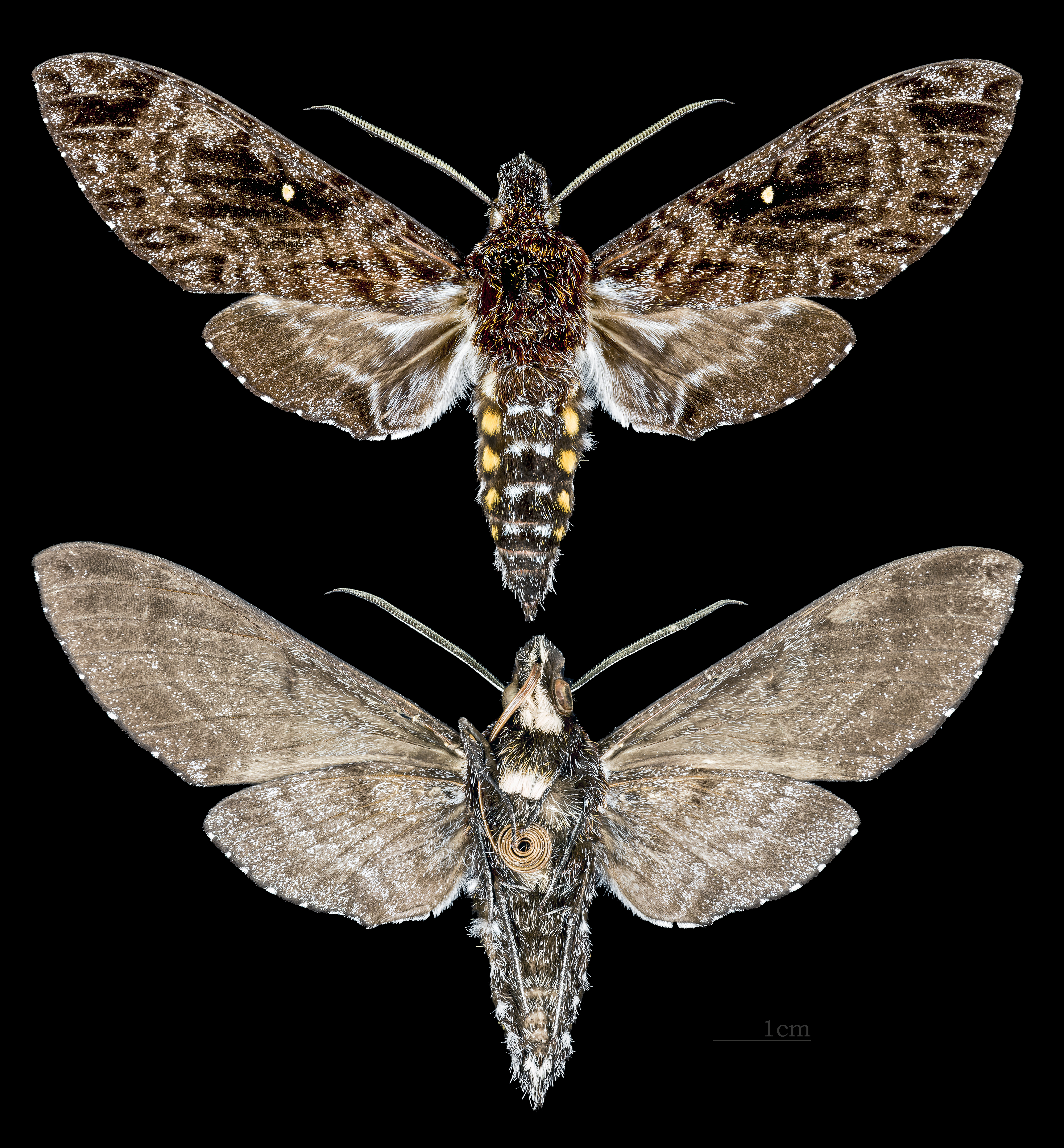
Euryglottis albostigmata
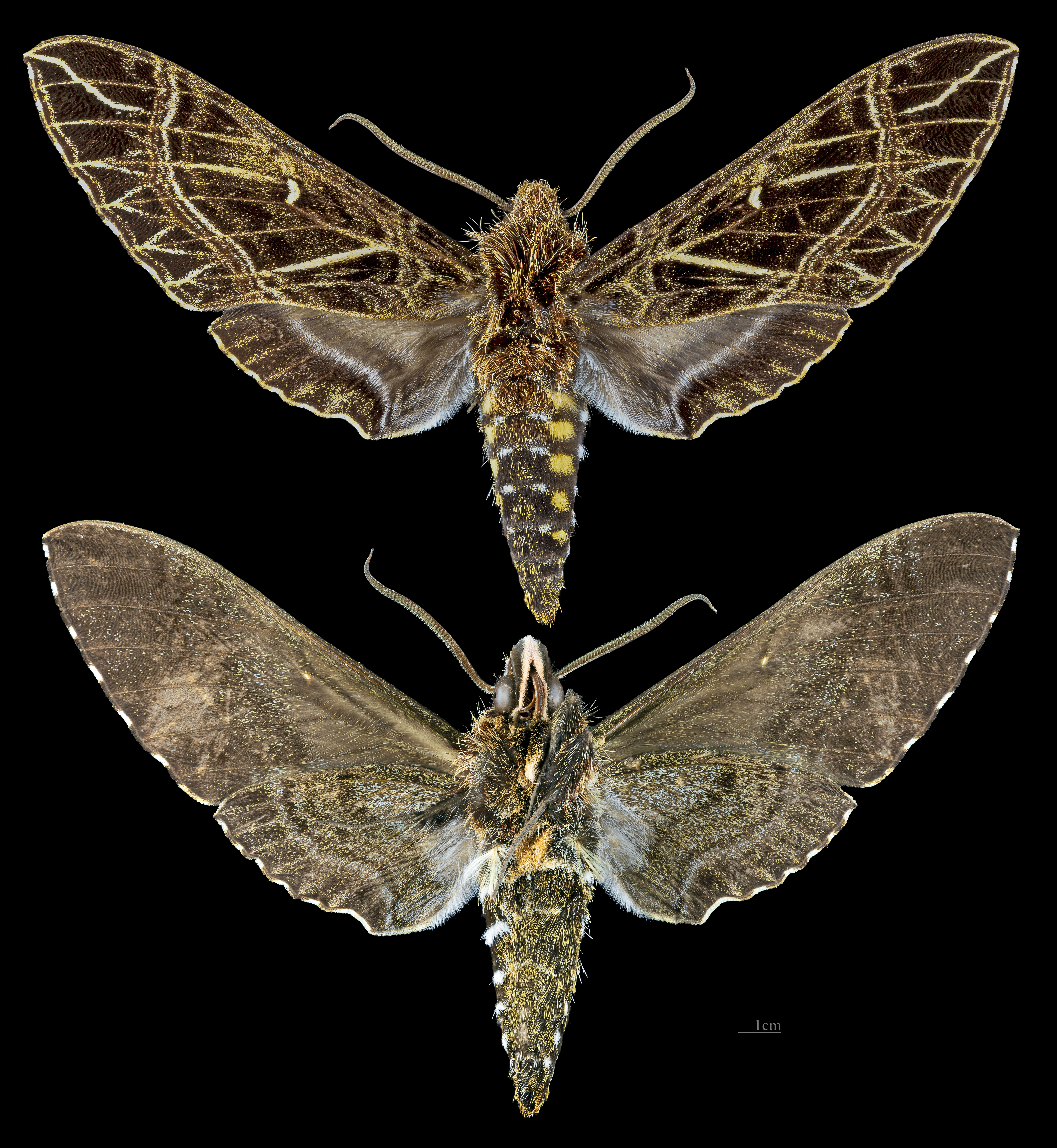
Euryglottis aper
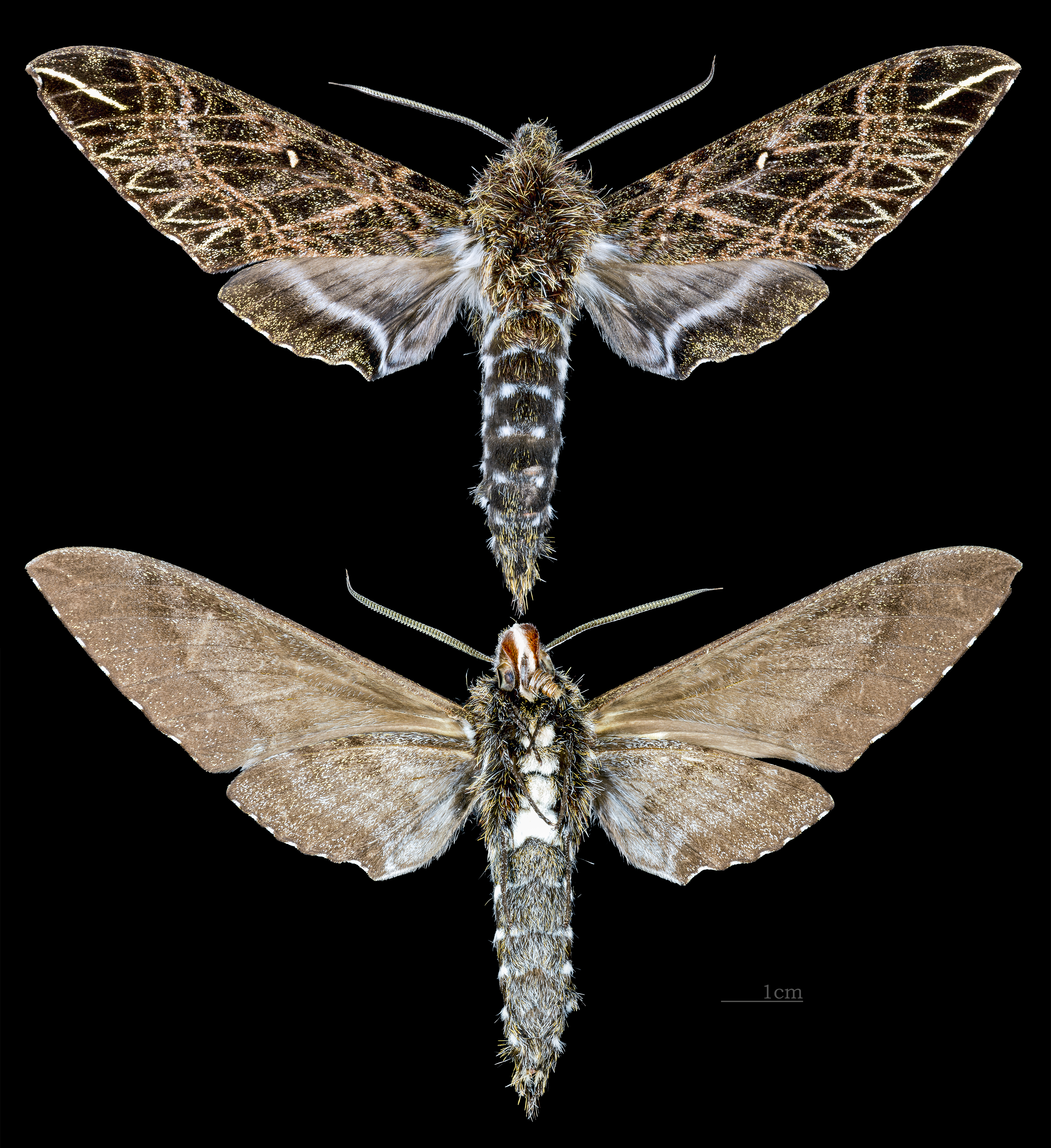
Euryglottis dognini
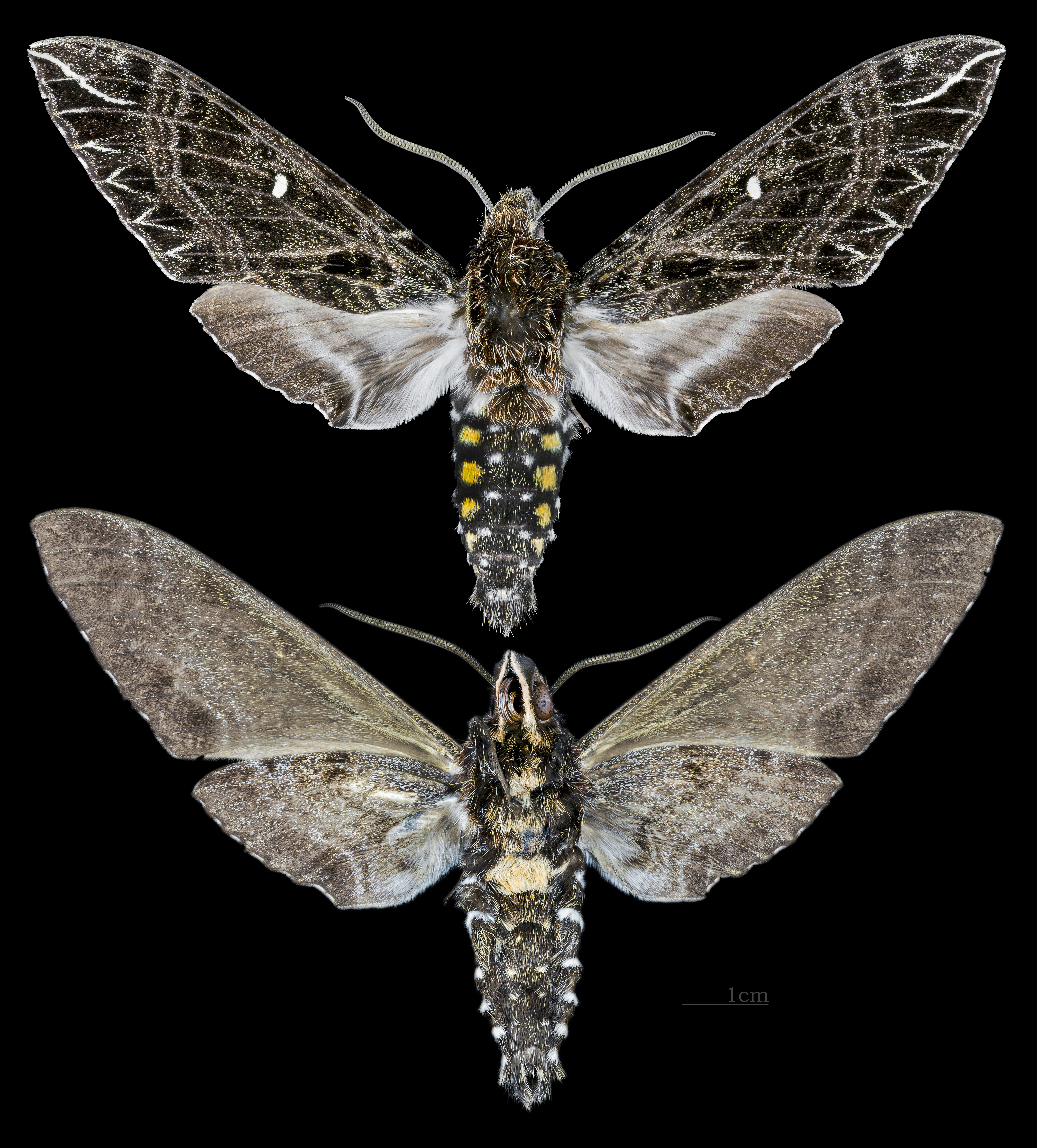
Euryglottis guttiventris

## Belege